# خاص‌کلا
خاص‌کلا ، روستایی است که ان شهرستان آمل در استان مازندران ایران.

## جمعیت
این روستا در بخش مرکزی قرار داشته و براساس آخرین سرشماری مرکز آمار ایران که در سال ۱۳۹۵ صورت گرفته، جمعیت آن ۵۴۴ نفر (۱۸۳خانوار) بوده‌است.